# Kurdische Revolutionäre Partei
Die Kurdische Revolutionäre Partei (KRP), auch Revolutionäre Partei Kurdistans (Hizbi Shorishgeri Kurdistan, arabisch الحزب الثوري الكردستاني, DMG al-Ḥizb aṯ-Ṯawrī al-Kurdistānī), seltener Kurdische Revolutionspartei, war von 1974 bis 2003 neben der Kurdischen Demokratischen Partei (Neo-KDP) und der Bewegung Progressiver Kurden die dritte kurdische Blockpartei in der von der Baath-Partei geführten Koalitionsregierung des Irak.

## Entwicklung

Vermutliche Parteiflagge

Die linke Partei wurde 1972 von Abd as-Sattar Sharif gegründet, der bis 1970 dem Politbüro des Ahmed/Talabani-Flügels der Kurdischen Demokratischen Partei angehört hatte, dann die KDP aber wegen ihrer Ablehnung des Autonomieabkommens mit Bagdad verlassen hatte. Mit Abdullah Ismail Ahmad schloss sich 1974 bzw. 1976 ein weiteres ehemaliges Politbüro-Mitglied an.
As-Sattar wurde 1976 erster Generalsekretär der Partei und bekleidete bis in die 1980er verschiedene Ministerposten in der irakischen Zentralregierung in Bagdad. Die Kurdische Revolutionäre Partei wurde wie die Bewegung Progressiver Kurden, die "Neo-KDP" und die Irakische Kommunistische Partei in eine Koalition mit der Baath-Partei, die Nationale Progressive Front, aufgenommen, erreichte aber niemals die Massenbasis der KDP.
Die Partei errang zuletzt bei den Wahlen von 1996 zwei Parlamentssitze und hielt nach as-Sattars Flucht im Jahr 2000 unter dem neuen Generalsekretär Ibrahim Tahir Salam ihren 14. Nationalkongress ab. Nach dem Sturz des Baath-Regimes 2003 wurden die noch lebenden KRP-Politiker von US-Besatzern und ihren kurdischen Verbündeten verhaftet und die Partei damit faktisch zerschlagen. Der wieder in den Irak zurückgekehrte as-Sattar wurde 2008 in Kirkuk ermordet.